# Часовский, Сергей Владимирович
Сергей Владимирович Часовский (15 января 1986, Сургут, ХМАО, СССР) — российский футболист, полузащитник.

## Карьера
Выпускник детской школы московского ЦСКА. Выступал за дубль армейцев. В 2004 году подписал контракт с клубом Первого дивизиона «Химки», однако в чемпионате страны не сыграл ни одной игры.
В дальнейшем играл в российских командах низших дивизионов. В 2013 году перешёл в клуб высшей латвийской лиги «Юрмала». Сыграл 19 игр, в которых забил 2 мяча.

## Достижения
- Бронзовый призёр второго дивизиона зоны «Запад»: 2005.